# Jan de Vroom

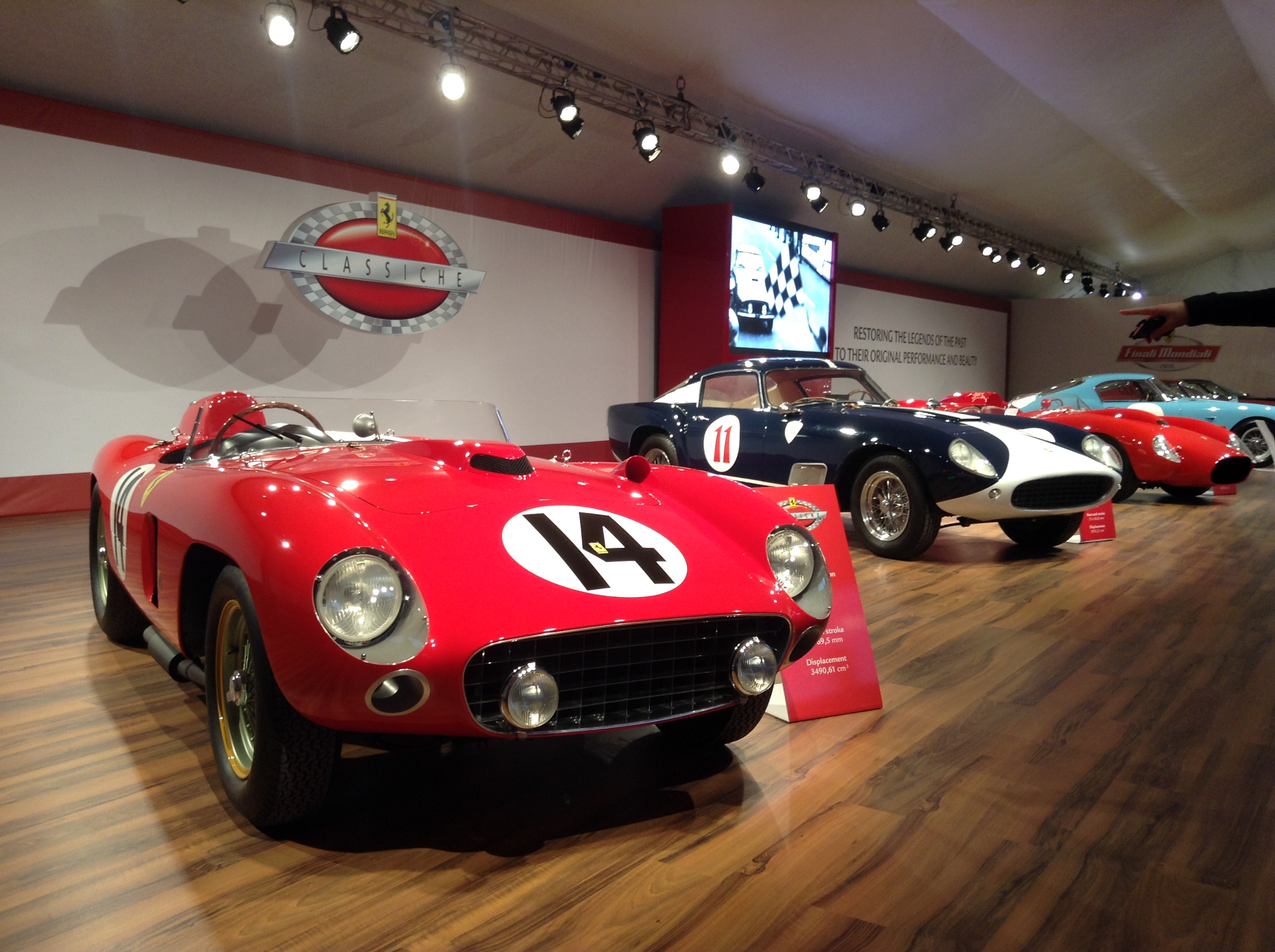
Der von Jan de Vroom gefahrene Ferrari 290MM

Johannes Gerardus „Jan“ de Vroom (* 16. September 1927 in Niederländisch-Indien; † 9. September 2004 in Los Angeles) war ein niederländischer Autorennfahrer und Mitbegründer des North American Racing Teams.

## Karriere
Über Jan de Vroom ist wenig Greifbares bekannt. Seine Geburt in Niederländisch-Indien, dem heutigen Indonesien, ist durch Quellen ebenso schwach abgesichert wie seine angebliche Ermordung in New York.
Belegt ist seine finanzielle Beteiligung bei der Gründung des North American Racing Teams 1957. Er und George Arents waren viele Jahre Stille Teilhaber der Rennmannschaft von Luigi Chinetti.
De Vroom war auch als Rennfahrer aktiv. Belegt sind elf Rennstarts zwischen 1956 und 1958. Alle bestritten mit den Rennwagen der Marke Ferrari. Den ersten Einsatz hatte er bei der Governor’s Trophy 1956 auf dem Windsor Airfield von Nassau. Das Rennen gewann Carroll Shelby auf einem Ferrari 410 Sport Scaglietti Spyder. De Vroom landete auf seinem Ferrari 250 GT Boano abgeschlagen am 22. Rang. Seine beste Platzierung hatte er dann zwei Tage später am 9. Dezember 1956, als er bei einem Rennen der International Bahamas Speed Week den zweiten Rang belegte.
Zweimal bestritt er das 12-Stunden-Rennen von Sebring und einmal das 24-Stunden-Rennen von Le Mans.  In Le Mans 1957 fuhr er gemeinsam mit Partner Arents einen Ferrari 290MM-C seines eigenen Teams. Der Auftritt endete nach einem Bremsdefekt vorzeitig. In Sebring wurde er im selben Jahr Gesamtvierzehnter. Im folgenden Jahr fiel er nach einem Motorschaden am Ferrari 500TRC aus.

## Statistik

### Le-Mans-Ergebnisse
| Jahr | Team                       | Fahrzeug        | Teamkollege   | Platzierung | Ausfallgrund |
| ---- | -------------------------- | --------------- | ------------- | ----------- | ------------ |
| 1957 | North American Racing Team | Ferrari 290MM-C | George Arents | Ausfall     | Bremsdefekt  |

### Sebring-Ergebnisse
| Jahr | Team               | Fahrzeug       | Teamkollege        | Teamkollege      | Platzierung | Ausfallgrund |
| ---- | ------------------ | -------------- | ------------------ | ---------------- | ----------- | ------------ |
| 1957 | Jan de Vroom       | Ferrari 500TRC | George Arents      | David Cunningham | Rang 14     |              |
| 1958 | Alfonso Gomez-Mena | Ferrari 500TRC | Alfonso Gómez-Mena |                  | Ausfall     | Motorschaden |

### Einzelergebnisse in der Sportwagen-Weltmeisterschaft
| Saison | Team                                                           | Rennwagen                    | 1   | 2   | 3   | 4   | 5   | 6   | 7   |
| ------ | -------------------------------------------------------------- | ---------------------------- | --- | --- | --- | --- | --- | --- | --- |
| 1957   | Jan de Vroom North American Racing Team Equipe Nationale Belge | Ferrari 500TRC Ferrari 290MM | BUA | SEB | MIM | NÜR | LEM | KRI | CAR |
| 1957   | Jan de Vroom North American Racing Team Equipe Nationale Belge | Ferrari 500TRC Ferrari 290MM |     | 14  |     |     | DNF | DNF | 9   |
| 1958   | Alfonso Gómez-Mena                                             | Ferrari 500TRC               | BUA | SEB | TAR | NÜR | LEM | RTT |     |
| 1958   | Alfonso Gómez-Mena                                             | Ferrari 500TRC               | DNF |     |     |     |     |     |     |